# Katharsis (musikalbum)
Katharsis är ett studioalbum av Janne Schaffer från 1976.

## Låtlista
1. Bromma struttin'
2. Strumpan suite
3. Den blå porten
4. Dimbaa jullow
5. Ramsa
6. Atlanta inn 2419
7. Den röda porten
8. Skogsstjärnan